# طارق صالح (نظامی)
طارق محمد عبدالله صالح (عربی: طارق محمد عبدالله صالح؛ زاده ۱۹۷۰) فرمانده نظامی یمنی و برادرزاده رئیس‌جمهور فقید، علی عبدالله صالح است. وی در حال حاضر، عضو شورای رهبری ریاست جمهوری یمن است. پدرش، سرلشکر محمد عبدالله صالح بود. قبل از شروع بحران ملی در سال ۲۰۱۱، او ریاست گارد نخبه ریاست جمهوری را بر عهده داشت. در سال ۲۰۱۲، دستور کناره‌گیری از این سمت برای او صادر شد. در ۱۰ آوریل ۲۰۱۳، او به عنوان مستشار نظامی در آلمان، در تلاش برای حذف بقایای رژیم قبلی منصوب شد. هنگامی که جنگ داخلی یمن در سال ۲۰۱۴ آغاز شد، او دوباره به عنوان یک فرمانده، در ائتلاف حوثی‌ها و صالح، ظاهر شد. زمانی که این اتحاد در سال ۲۰۱۷ فروپاشید، طارق صالح، فرماندهی نیروهای وفادار به عمویش را برعهده داشت. پیش از فروپاشی نیروهای طرفدار صالح، العربیه، متعلق به عربستان سعودی، گزارش داد که مذاکرات برای تشکیل شورای نظامی در مناطق تحت کنترل صالح، که ریاست آن بر عهده طارق بود، ادامه دارد.
پس از مرگ عمویش، گزارش‌هایی مبنی بر کشته شدن صالح جوان نیز منتشر شد. با این حال، این موارد هرگز تأیید نشد و حوثی‌ها به تعقیب او پرداختند اما صالح را نتوانستند دستگیر کنند و در نهایت، وی، در استان شبوه تحت کنترل وفاداران منصور هادی ظاهر شد.